# Benthophilus mahmudbejovi
Benthophilus mahmudbejovi es una especie de peces de la familia de los Gobiidae en el orden de los Perciformes.

## Morfología
Los machos pueden llegar a alcanzar los 6,6 cm de longitud total.

## Distribución geográfica
Se encuentra en el mar de Azov y el mar Caspio.

## Observaciones
Es inofensivo para los humanos.